# Brendon Small
Brendon Small (Springfield, Illinois; 12 de febrero de 1975) es un escritor/productor de sitcom, actor, comediante, doblador, compositor y músico estadounidense. Es más conocido como el creador de las series animadas Home Movies y Metalocalypse y es el creador de la banda virtual de death metal Dethklok.

## Comienzos
Small empezó a tocar la guitarra a los 14 años después de que un chico de su barrio comenzara a enseñarle sobre la guitarra y la música.  En su primera actuación en público sus manos temblaban tan violentamente que tuvo problemas para controlar la guitarra. Pasaron otros diez años antes de que se sintiera cómodo al actuar en público. Se graduó en el instituto de Salinas en Salinas, California. Luego se graduó en el Berklee College of Music en 1997.  Durante sus estudios de música al mismo tiempo tomó varias clases de escritura y comedia en el Emerson College. Después de esto, Small notó que el género de la música rock fue cayendo en popularidad, así que decidió probar suerte en la comedia.
Él estaba actuando en The Studio Comedy en Harvard Square, cuando fue descubierto por Loren Bouchard, quien en ese momento estaba haciendo un casting para el personaje central de un programa para UPN producida por Tom Snyder Productions, que finalmente evolucionó en Home Movies.

## Carrera

### Medios
Brendon Small fue el cocreador, escritor, doblador, compositor y músico de Home Movies, una serie animada inicialmente transmitida por la cadena de televisión UPN y que luego se trasladó al bloque Adult Swim de Cartoon Network. El último episodio de Home Movies fue emitido el 4 de abril de 2004, después de correr cuatro temporadas, aunque la serie se vuelve a retransmitir periódicamente en Adult Swim. En la serie, prestó su voz al protagonista de la serie, un niño de 8 años aspirante a cineasta llamado Brendon Small, así como un buen número de otros personajes.
Small prestó su voz a una serie de otros programas de dibujos animados. Coprotagonizó como Chad en el sitcom animado de BET, Hey Monie!, y ha interpretado a muchos personajes secundarios en  The Venture Bros. Small también ha tenido papeles secundarios en Aqua Teen Hunger Force, Squidbillies, Reno 911!, y Frisky Dingo.
En abril de 2005, Sci Fi Channel anunció un próximo estreno de una comedia de animación de media hora creada por Small titulada Barbarian Chronicles. El programa, que aún no se ha visto, se dice que es producida por Small y Worldwide Pants Incorporated. Small ha dicho que actualmente no hay planes para producir el show, pero que cualquier cosa puede pasar en el futuro.
Small posó para un artículo ilustrado que apareció en la edición de abril de 2006 de la revista Playgirl. Small posó desnudo sosteniendo un látigo medieval y un escudo de metal que, colocados estratégicamente, ocultaban sus genitales. Junto con los comediantes Ron Lynch y Craig Anton, Small ha presentado el "Tomorrow Show", un espectáculo de comedia en vivo semanalmente en el Steve Allen Theater en Los Ángeles.
En su último proyecto televisivo, Small es coproductor, coguionista, compositor y actor de voz para la serie de Adult Swim Metalocalypse, que se estrenó el 6 de agosto de 2006. La serie se centra en una banda de death metal ficticia llamada Dethklok, y cada episodio cuenta con una canción "interpretada" por la banda. Además de todo el trabajo que hace detrás de las escenas, también presta la voz a los personajes Skwisgaar Skwigelf, Pickles y Nathan Explosion, tres de los cinco miembros de Dethklok. Small ha declarado que, si bien este es su trabajo ideal, no le gusta tanto ver la animación.
En 2007 y 2009, Small presentó el concurso Guitar Superstar y en septiembre de 2008 fue uno de los jueces.
En 2010 Small dirigió un videoclip de Soundgarden, "Black Rain", y el videoclip "We've Got A Situation Here" de The Damned Things.
La banda virtual de Small, Dethklok, apareció, a través de vídeo, en el Golden Gods Awards 2009. La banda recibió el premio a la Mejor Banda Internacional. En los Golden Gods Awards 2010, Small tocó con la banda de Brian Posehn. Small fue nominado a Mejor Guitarrista en los Golden Gods Awards 2013, pero no ganó.
A principios de 2012 Small terminó su trabajo en la cuarta temporada de Metalocalypse, que comenzó a transmitirse el 29 de abril de 2012 y concluyó 15 de julio de 2012, el DVD fue lanzado el 30 de octubre de 2012.
El 10 de mayo de 2013 Small y Adult Swim anunciaron que el especial de una hora de ópera rock de Metalocalypse sería transmitido en octubre de 2013, titulado Metalocalypse: The Doom Star Requiem. Se recogerá directamente después del final de la cuarta temporada e incluirá nueva música por Dethklok. No se sabe si esto significa que la serie Metalocalypse está a punto de terminar porque Small ha declarado en el pasado que su intención sería hacer la cuarta temporada y una película y luego terminar el show.

### Música

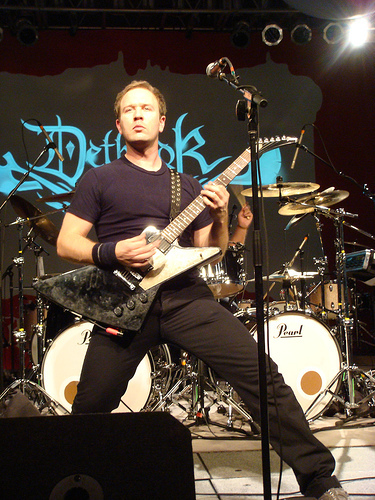
Brendon Small junto a Dethklok.

Small escribió toda la música de la serie Home Movies. Todas las canciones que él escribió se encuentran en el Home Movies: Bonus CD. El CD viene incluido con el DVD de la temporada 4 de la serie.
Con su nueva serie Metalocalypse, Small continuó escribiendo toda la música para el show. Y en septiembre de 2007, completó el trabajo en el álbum de Dethklok titulado The Dethalbum, en la que colabora con Gene Hoglan para ofrecer un sonido de death metal melódico auténtico, manteniendo al mismo tiempo el carácter desenfadado con el que Small retrata el heavy metal. El álbum debutó en el #21 del Billboard 200, convirtiéndose en el álbum de death metal más vendido en las listas en ese momento.
En noviembre de 2007, Small, Hoglan, Mike Keneally y Bryan Beller tocaron en directo como Dethklok en doce universidades de Estados Unidos en promoción de The Dethalbum. El cuarteto se reunió en 2008 para encabezar un Dethtour más largo, donde recorrieron los EE. UU. en junio y principios de julio con las bandas de metal Chimaira y Soilent Green. Durante la gira lanzaron el ...And You Will Know Us de la Trail of Dead/Dethklok en forma de EP de forma gratuita en los conciertos.
El segundo álbum de Dethklok, Dethalbum II fue lanzado el 29 de septiembre de 2009. Dethalbum II alcanzó el número #15 en el Billboard 200, convirtiéndose en el álbum de death metal más vendido de la historia.
A principios de 2011, Small introdujo la Dethklok Explorer "Thunderhorse" de Gibson, una guitarra hecha con sus propias especificaciones, y el modelo de Gibson Explorer de Skwisgaar. En mayo de 2012, Small presentó el prototipo de la Gibson Flying V "Snow Falcon", construido con sus propias especificaciones, que es el modelo Gibson Flying V de Toki Wartooth.
En abril de 2012 lanzó su álbum debut como solista, Brendon Small's Galaktikon. El álbum contó con Bryan Beller al bajo y Gene Hoglan en batería, los dos miembros de Dethklok. Describió el álbum como "un álbum de rock extremo intergaláctico de alto riesgo" y también lo describió como algo similar a Dethklok pero con voces más melódicas y elementos de rock.
El 29 de abril de 2012, comenzó una serie semanal de lecciones de guitarra en el canal de Youtube de Adult Swim, titulado "Shreducation", que consistía en 12 clases.
Junto con Bryan Beller y Gene Hoglan terminaron el tercer álbum de Dethklok, Dethalbum III, que fue lanzado el 16 de octubre de 2012.
Small interpreta las canciones de su álbum en solitario, Brendon Small's Galaktikon, por primera vez en el WestFest 8 el 3 de marzo de 2013 en West Hollywood, California.
Reside en Los Ángeles, California con Ernie, su perro.
- Datos: Q2496575
- Multimedia: Brendon Small / Q2496575